# Fregata Regina Maria
Regina Maria (denumită anterior HMS London (F95)) este o fregată Tip 22 a Forțelor Navale Române. A fost nava comandant a Marinei Regale Britanice în timpul Războiului din Golf din 1991. Printr-un acord de achiziție, România a cumpărat fregata la începutul anului 2003, aceasta fiind revitalizată și reechipată între anii 2003-2005.
Începând cu data de 1 august 2004 a intrat în vigoare statutul de organizare al fregatei Regina Maria, nava cu numărul de bordaj F 222. Fregata Regina Maria este continuatoare a tradițiilor distrugătorului Regina Maria, intrat în serviciu la 7 septembrie 1930.

## Istoric

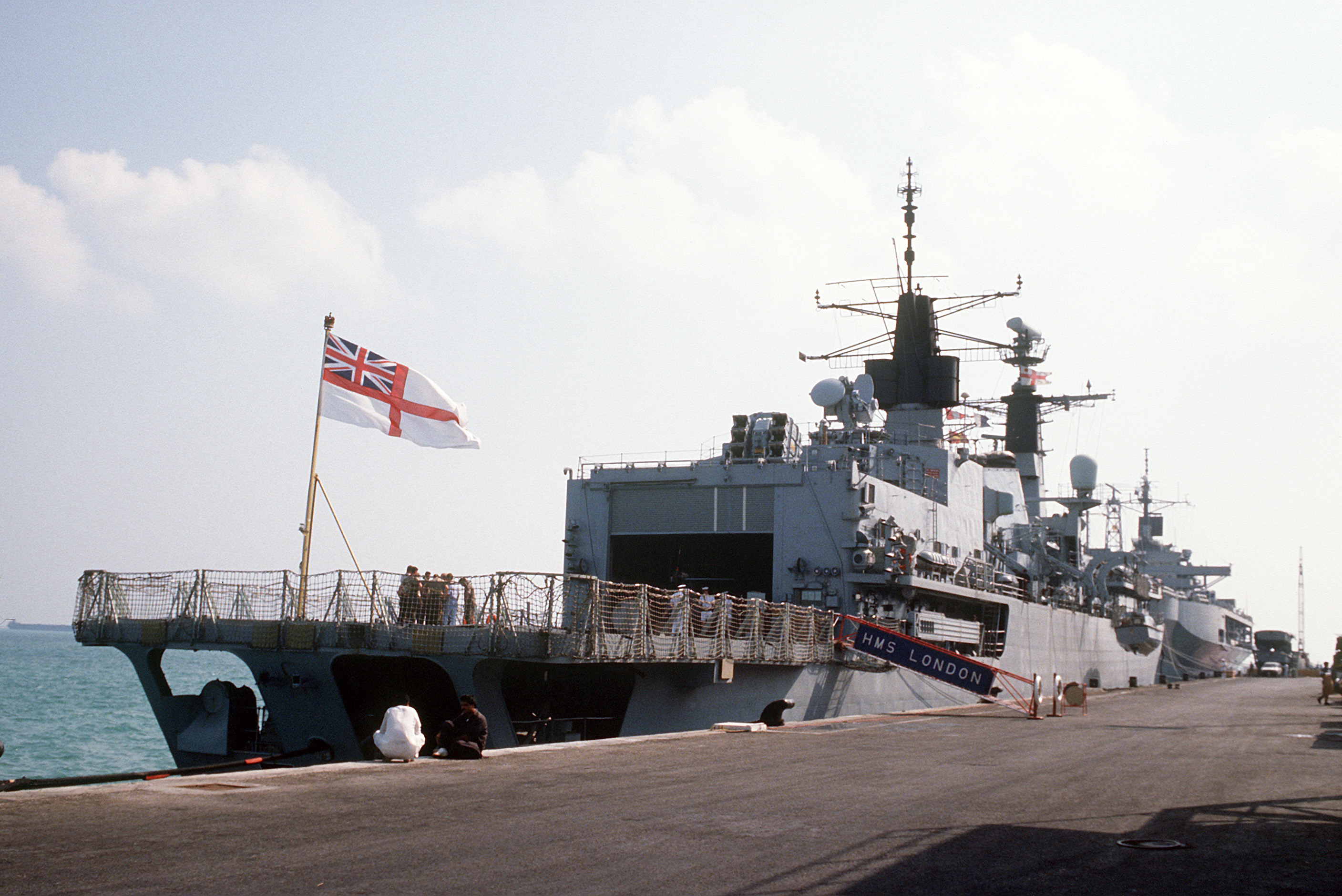
Fregata HMS London (F95)

La 21 aprilie 2005 a avut loc ceremonialul de înmânare a pavilionului navei și de intrare a acesteia în serviciul Forțelor Navale Române, iar la 14 iulie 2005 fregata a părăsit baza navală Nelson/Portsmouth, începând marșul către țară.
Ceremoniualul de primire a fregatei Regina Maria în portul Constanța, a avut loc la 25 iulie 2005, nava intrând în subordinea Comandamentului Operațional Naval.
La data de 1 iulie 2006,  fregata Regina Maria trece din subordinea Comandamentului Operațional Naval în subordinea Flotilei 56 Fregate.
La 3 august 2009 au loc primele apuntări pe timp de noapte cu elicopterul IAR 330 PUMA Naval.
Principalele misiuni ale navei sunt:
- participarea la operațiuni comune sau colective
- navă de comandă a unei grupări navale
- supravegherea situației navale și controlul traficului maritim în marea teritorială, zona contiguă și zona economică exclusivă
- protecția căilor de transport și de comunicații maritime
- sprijinirea forțelor specializate în combaterea poluării apelor maritime, contrabandei și transporturilor ilicite de armament și droguri
- participarea la acțiuni naționale și internaționale de căutare și salvare pe mare sau ajutor umanitar
- instruirea navală pe mare.

## Misiuni la care a participat

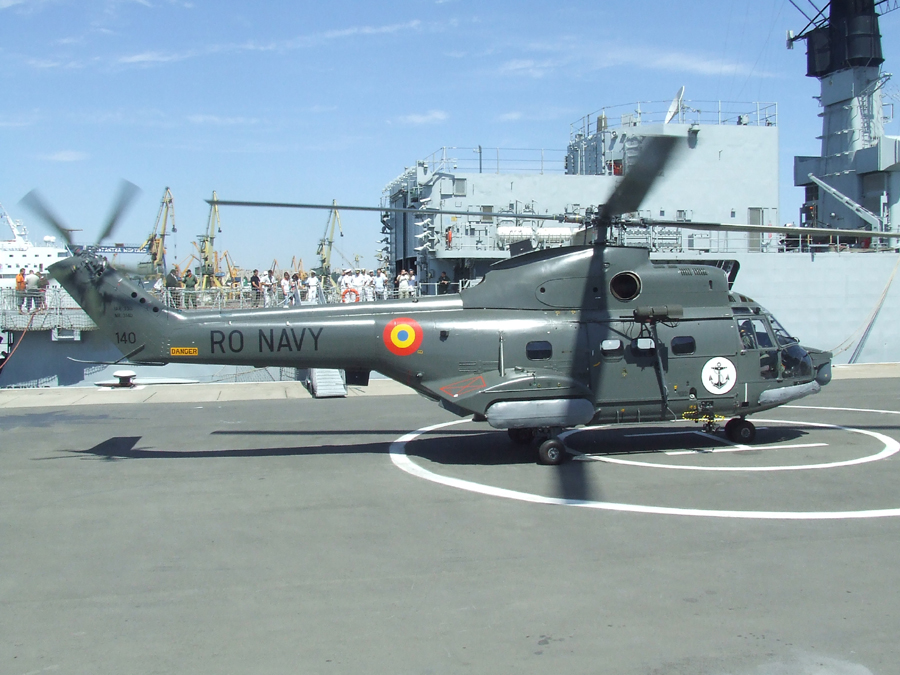
Elicopter IAR 330 Puma Naval

De la intrarea în serviciul Forțelor Navale Române, fregata Regina Maria a executat o serie de misiuni, dintre care cele mai importante sunt următoarele:
- „Cooperative MAKO 2006” - Marea Neagră
- „Active Endeavour 2006” - Marea Mediterană
- „NIIRIS 2007” - Grecia
- SUMMIT-ul NATO 2008 - România
- „Active Endeavour 2009” - Marea Mediterană (navă comandant a grupării).
- „Active Endeavour 2011” -  Marea Mediterană[2]